# Thouarsais-Bouildroux
Thouarsais-Bouildroux is een plaats en voormalige gemeente in het Franse departement Vendée in de regio Pays de la Loire en telt 670 inwoners (2004). Het maakt deel uit van het arrondissement Fontenay-le-Comte.

## Geschiedenis
Thouarsais-Bouildroux is ontstaan door de samenvoeging van de parochies van de Bouildroux en Thouarsais per koninklijk decreet op 3 oktober 1827 en op 1 januari 2024 gefuseerd met de gemeenten Cezais en Saint-Sulpice-en-Pareds tot de gemeente Rives-du-Fougerais.

## Geografie
De oppervlakte van Thouarsais-Bouildroux bedraagt 17,3 km², de bevolkingsdichtheid is 38,7 inwoners per km².
De onderstaande kaart toont de ligging van Thouarsais-Bouildroux met de belangrijkste infrastructuur en aangrenzende gemeenten.

## Demografie
Onderstaande figuur toont het verloop van het inwonertal.